# NTC Tower
La NTC Tower o National Telecommunications Corporation Tower es un edificio en Jartum, Sudán. El edificio de 29 pisos se terminó en 2009 y la construcción comenzó en 2005. El contratista es la empresa turca AINA International. Es el edificio más alto del país.

## Historia
En 2024, en el contexto de la guerra civil sudanesa, resultó gravemente dañado tras ser bombardeado. Las facciones beligerantes en el conflicto se acusaron mutuamente del ataque.